# Власеница (община)
Община Власеница (на сръбски: Општина Власеница, на босненски: Općina Vlasenica) е община в Република Сръбска, Босна и Херцеговина. Разположена е в регион Биелина. Съставена от 38 населени места – 1 град и 37 села, с обща площ от 234 км2. Административен център е град Власеница. Населението на общината според преброяването през 2013 г. е 11 467 души, от тях: 7589 (66,18 %) сърби, 3763 (32,81 %) бошняци, 31 (0,27 %) хървати, 30 (0,26 %) други, 22 (0,19 %) неопределени и 32 (0,27 %) неизвестни.